# Sebastián Castedo y Palero
Sebastián Castedo y Palero (Madrid, 10 de juny de 1871 - 3 de gener de 1953). Polític espanyol, va ser ministre d'Economia Nacional durant la dictadura del general Primo de Rivera.

## Trajectòria
Fill d'un funcionari de duanes, ell mateix fou funcionari del Cos pericial de Duanes en el qual va arribar a cap d'Administració de la Direcció general de Duanes també va exercir diversos càrrecs en els ministeris de Foment i Treball.
Va ser vicepresident i director general del Consell de l'Economia Nacional, òrgan de caràcter intervencionista creat en 1924, el 1927 fou nomenat director general d'Economia i el 1928 director general d'Aranzels, Tractats i Valoracions
El 1927 fou nomenat membre de l'Assemblea Nacional Consultiva com a "representant de l'Estat", va ser ministre d'Economia Nacional entre el 21 de gener i el 30 de gener de 1930 en un govern presidit per Dámaso Berenguer.
Jubilat el 1932, durant la Segona República va escriure diversos articles defensant la política econòmica de la Dictadura de Primo de Rivera. Durant la Guerra Civil Espanyola va romandre a Madrid i va ser internat en una txeca, d'on fou salvat per Julián Besteiro amb qui tenia vincles familiars.

## Obres
- Tratado de Tecnología Industrial
- El radio y el selenio, revolucionarios del mundo